# Domplatz (Wiener Neustadt)
Der Domplatz liegt in der historischen Altstadt von Wiener Neustadt. Der Name ist vom Wiener Neustädter Dom abgeleitet, den er umgibt.

## Geschichte
Die Stadt Wiener Neustadt wurde in Form eines Parallelogramms, das durch zwei einander kreuzende Straßen in vier Viertel geteilt wird, geplant. Im nordwestlichen Viertel (dem Liebfrauenviertel) wurde von vornherein ein großer Platz für die Pfarrkirche und den Friedhof vorgesehen. Die Längsachse der Pfarrkirche (des Doms) wurde dabei genau nach dem Sonnenaufgang zu Pfingsten 1192 ausgerichtet; die Diagonale der alten Stadt (zwischen Südwest- und Nordostturm der Stadtbefestigung) verläuft parallel dazu.

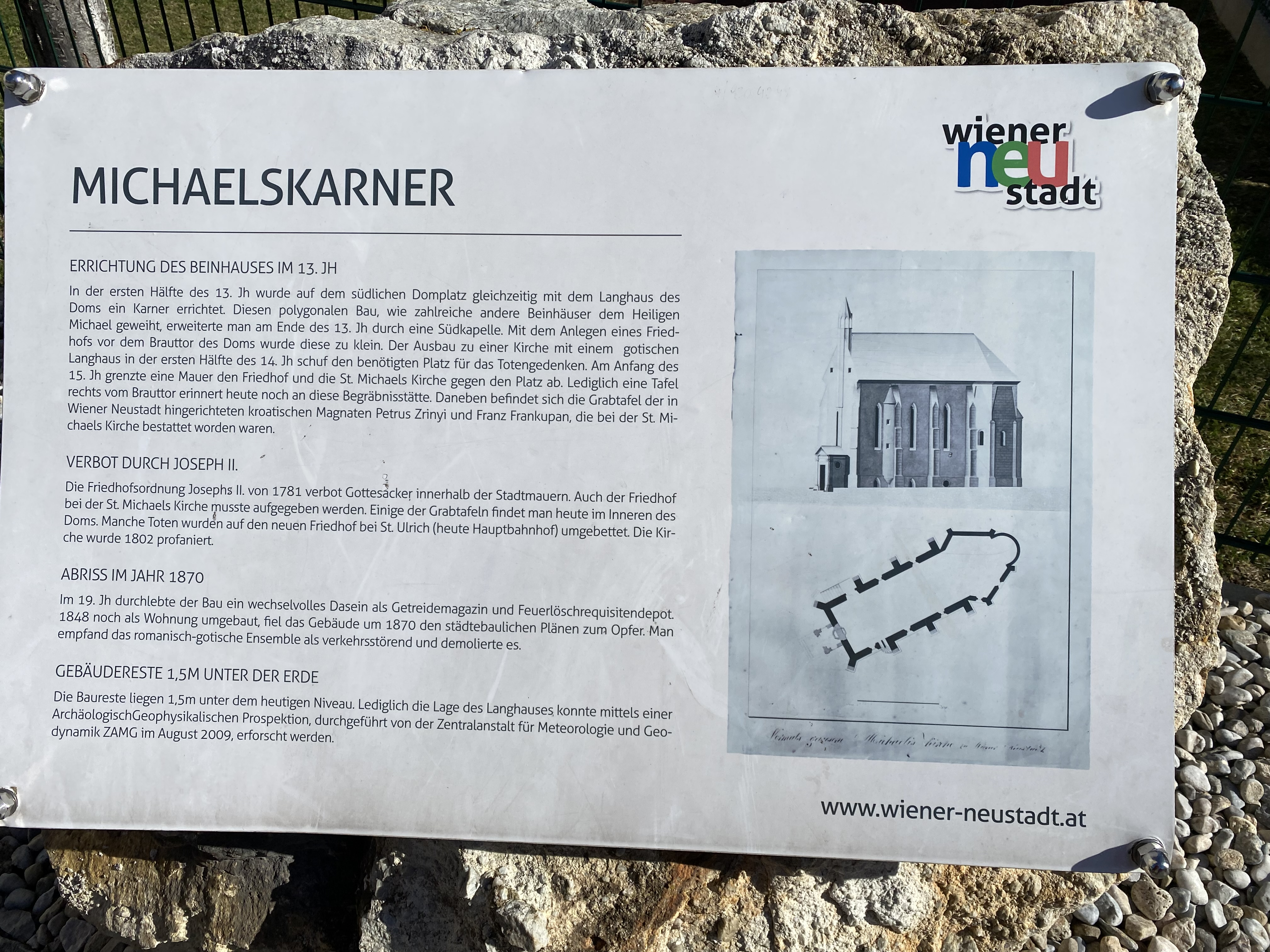
Informationstafel zum Michaelskarner

Neben dem in der Diagonale des Platzes errichteten Dom entstand südlich davon ein polygonaler Karner, der dem heiligen Michael geweiht und schon Ende des 13. Jahrhunderts um eine Kapelle erweitert wurde. Als südlich des Doms der Friedhof angelegt wurde, wurde die Kapelle in der ersten Hälfte des 14. Jahrhunderts erneut durch Errichtung eines Langhauses zu einer Kirche ausgebaut, um Platz für das Totengedenken zu schaffen. Friedhof und Kirche wurden Anfang des 15. Jahrhunderts durch eine Mauer eingefriedet.
Die Leichname der kroatischen Adeligen Fran Krsto Frankopan und Petar Zrinski wurden 1671 nach deren Hinrichtung bei der Michaelskirche bestattet.
Entsprechend der von Joseph II. 1781 erlassenen Friedhofsordnung musste der Friedhof aufgelassen werden. Die Michaelskirche wurde 1802 profaniert und danach als Magazin und auch als Wohnung verwendet, ehe sie 1870 abgerissen wurde.
Ende des 19. und Anfang des 20. Jahrhunderts wurden im Osten des Platzes eine Reihe alter Gebäude durch neue Bauten ersetzt. Vor allem entstand nach Plänen der Architekten Siegfried Theiss und Hans Jaksch zwischen Domplatz (Hausnummer 8), Domgasse und Wiener Straße der Posthof als Amtsgebäude für das Post- und Telegraphenamt, die Bezirkshauptmannschaft sowie das Gewerbeinspektorat.
Durch die Luftangriffe auf Wiener Neustadt im Zweiten Weltkrieg wurden etliche Häuser des Domplatzes schwer beschädigt oder zerstört, während der Dom selbst unversehrt blieb. Während viele davon wieder aufgebaut wurden und auch der Straßentrakt des ehemaligen Bürgerspitals (Hausnummer 15) rekonstruiert wurde, wurden andere Gebäude völlig neu aufgeführt, so auch an Stelle des zerstörten Posthofs.
Der Weg entlang der Südfassade des Doms wurde 2014 zu Ehren des früheren Dompropstes und Weihbischofs Florian Kuntner Florian-Kuntner-Promenade benannt.

## Beschreibung

### Bauwerke
Der Domplatz wird vom spätromanischen Liebfrauendom beherrscht, der in der Diagonale des annähernd quadratischen Platzes ausgerichtet ist. Die Haupttürme sowie das Haupttor befinden sich an der südwestlichen Fassade, der Chor liegt am nordöstlichen Ende.
Umgeben ist der Platz von traufständigen zwei- und dreigeschoßigen Gebäuden mit wechselnden Traufhöhen; vereinzelt springen die Baukörper deutlich in den Platz vor.
Mehr als die Hälfte der Nordseite nimmt der Gebäudekomplex der Dompropstei ein. Zwischen dem entlang der schmalen Khleslgasse gelegenen westlichen Trakt (Hausnummer 1), vermutlich landesfürstliche Residenz bis zur Errichtung der Burg an der Südostecke der Stadt und von 1469 bis 1785 Sitz der Bischöfe von Wiener Neustadt, und dem östlichen Trakt (Domherrenhaus, Nummer 2) liegt ein gärtnerisch gestalteter Hof, der zum Platz hin durch eine hochbarocke Portalanlage abgeschlossen wird. Davon durch die schmale Puchheimgasse getrennt, erstreckt sich östlich davon der Lilienfelder Hof (Nummer 3), der ab 1459 die städtische Schule beherbergte und 1580 um einen spätmittelalterlichen Kern neu errichtet wurde.
Daran schließen sich die schmalen Parzellen Nummer 4 und 5 an. Danach führt die Augustingasse zur Wiener Straße.
Die Gebäude Nummern 6, 7 und 8 an der Ostseite des Platzes wurden nach Zerstörungen im Zweiten Weltkrieg neu aufgeführt. Südlich der Domgasse folgen die im 19. Jahrhundert errichteten Gebäude Nummern 9 und 10, wobei das letztere auch um die Ecke zur Südfassade reicht. 
Das Bürgerhaus Nummer 11 stammt aus der zweiten Hälfte des 17. Jahrhunderts, hat aber einen älteren Kern. Auch das benachbarte Haus Nummer 12, das gegenüber den zurückgesetzten Nachbargebäuden Nummern 10 und 11 in den Platz vorspringt, stammt aus dem Spätmittelalter.
Zwischen der daneben liegenden Böheimgasse sowie der Friedrichsgasse befindet sich das aus dem 16./17. Jahrhundert stammende Bürgerhaus Nummer 13.
In der westlichen Häuserzeile wurden die Gebäude Nummern 17 und 18 nach dem Krieg durch Neubauten ersetzt, ebenso das 2013 abgerissene Haus Nummer 14. Auf Nummer 15 befindet sich das im 16. Jahrhundert erbaute ehemalige Bürgerspital, dessen Straßentrakt nach schweren Kriegsschäden weitgehend rekonstruiert wurde. Es folgt das ebenfalls im 16. Jahrhundert errichtete, im Kern aber mittelalterliche Haus Nummer 16.
An der Nordwestecke des Platzes liegen das im Kern aus dem Hochmittelalter stammende ehemalige Benefiziatenhaus des St.-Georgs-Benefiziums im Dom mit einer Fassade aus der zweiten Hälfte des 17. Jahrhunderts (Nummer 19) sowie – an der Ecke zur Frauengasse – das ehemalige Benfiziatenhaus Nummer 20, dessen Baugeschichte bis ins 14. (Einfahrt) sowie 16. Jahrhundert zurückreicht.
In der Parkanlage südlich des Doms steht der 1997 von Ernst Fuchs geschaffene Mosesbrunnen.

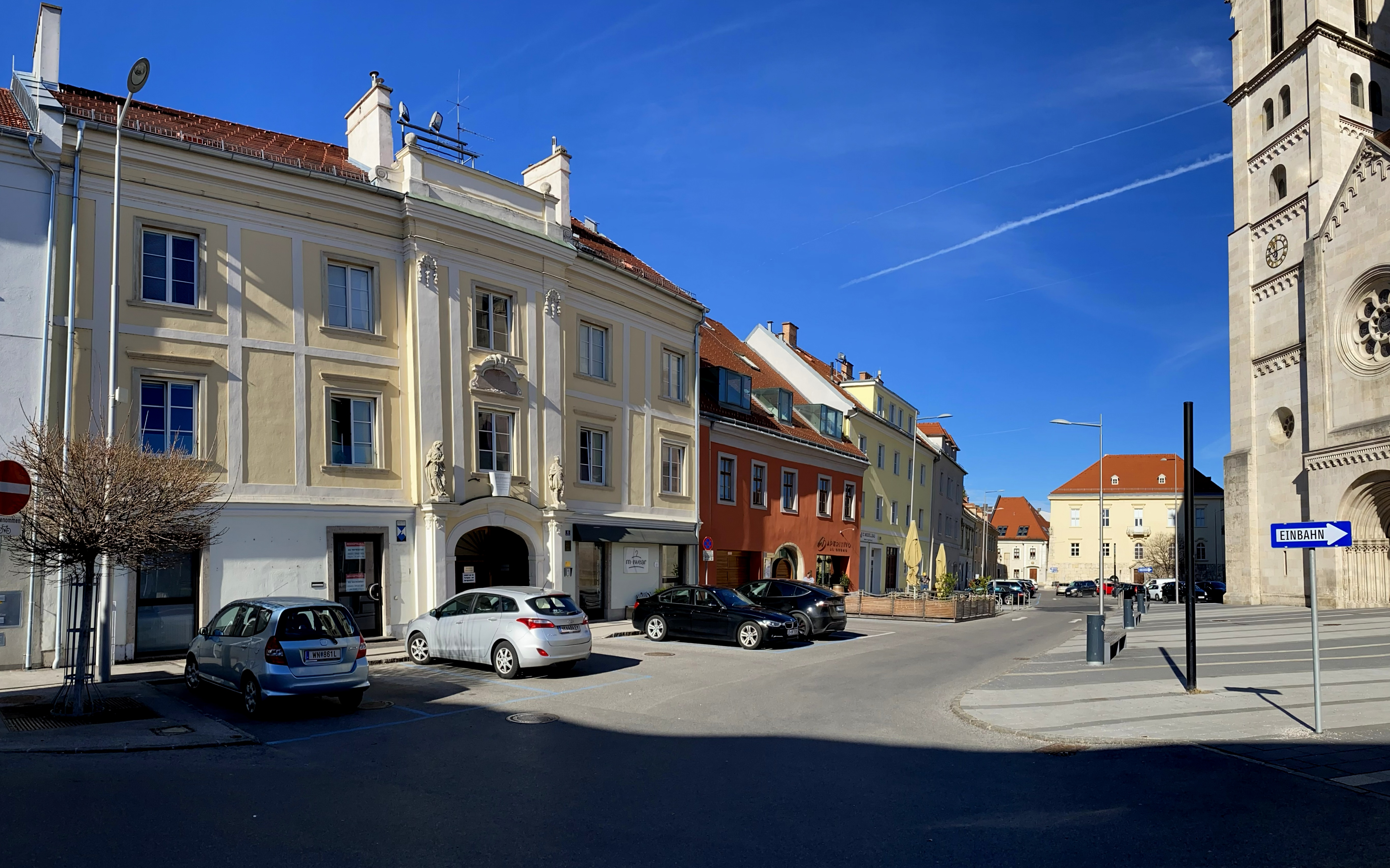
Westteil des Domplatzes, links das ehemalige Bürgerspital
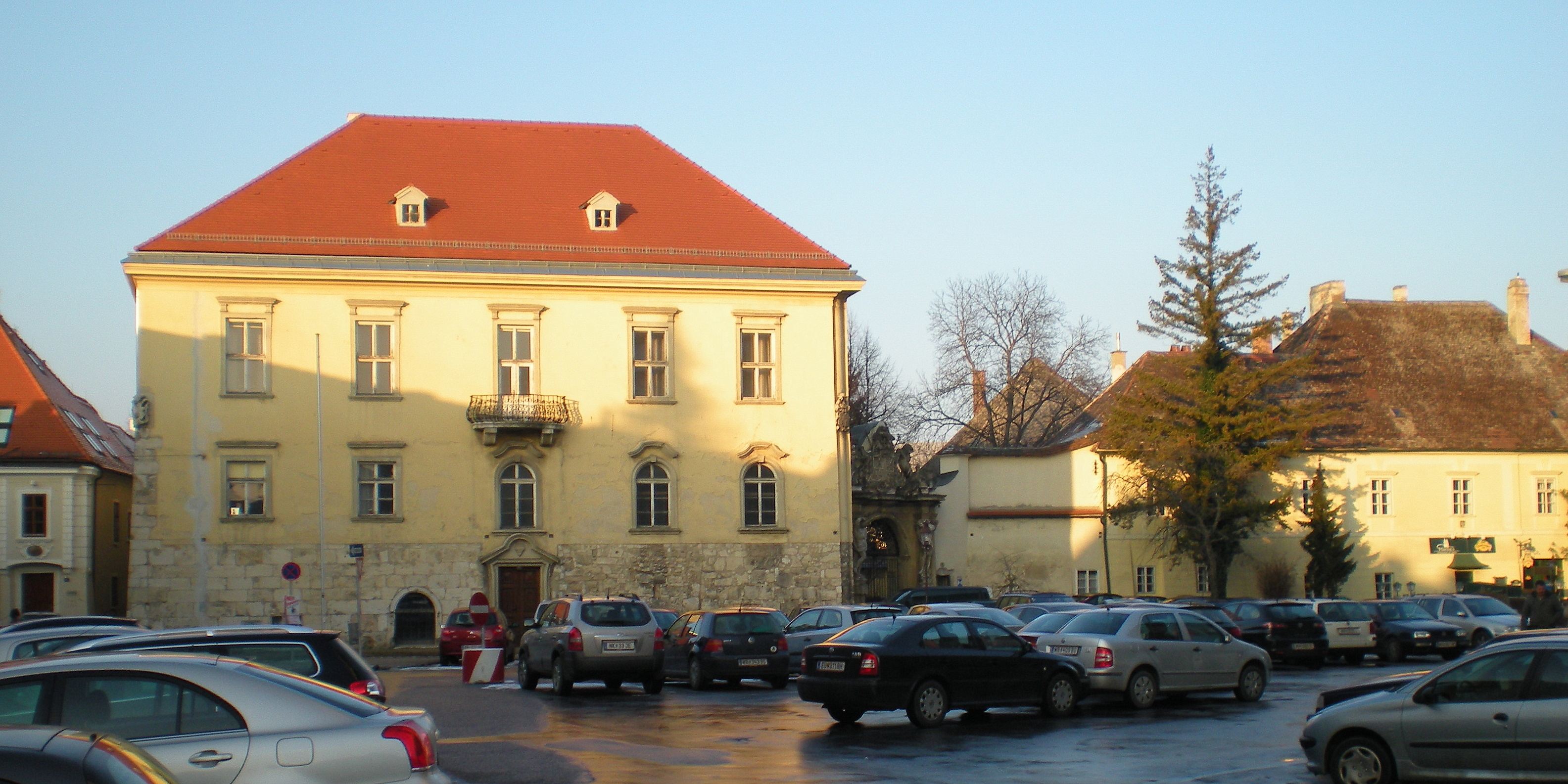
Dompropstei
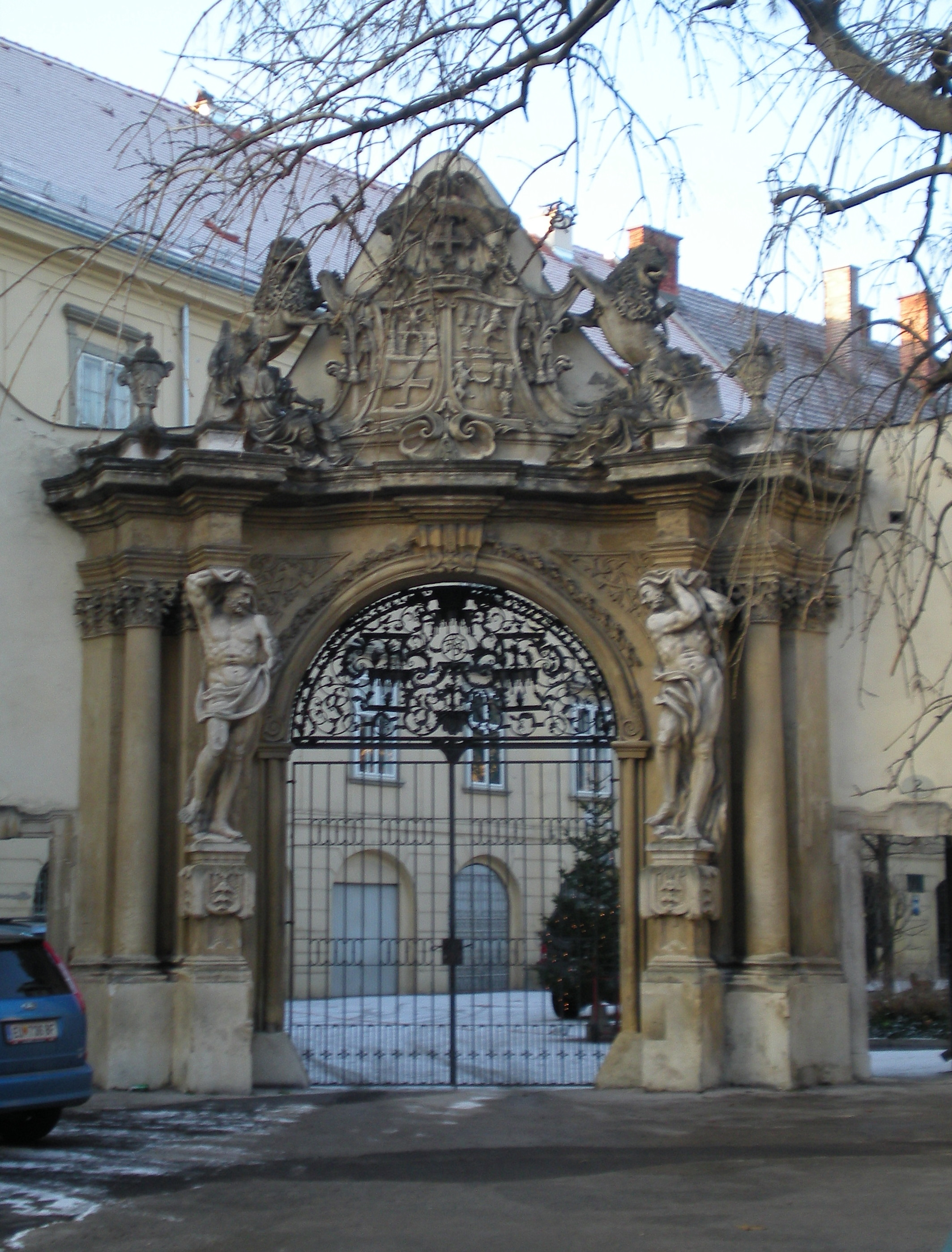
Portal der Propstei
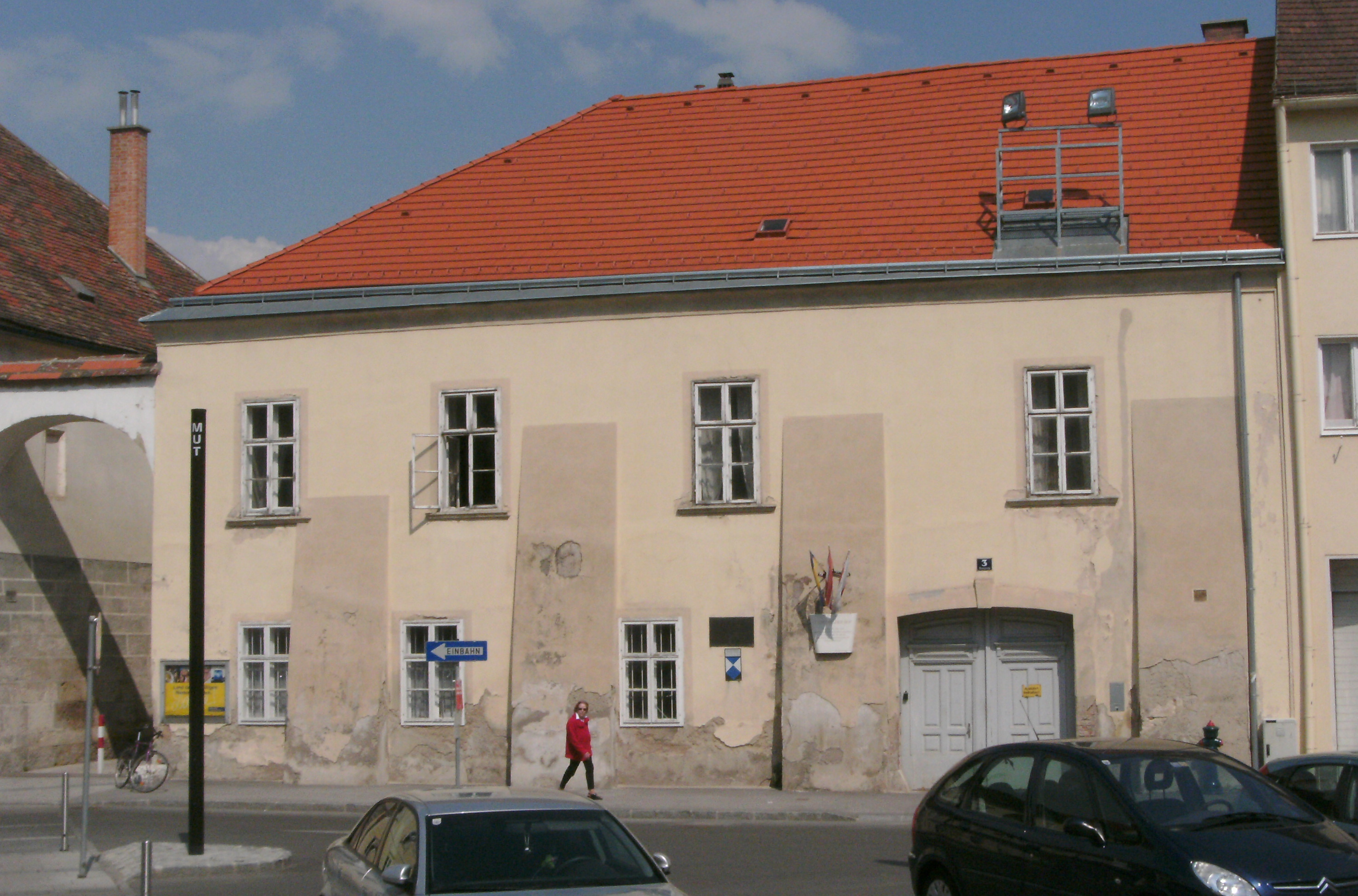
Lilienfelder Hof, links unter dem Schwibbogen die Einmündung der Puchheimgasse
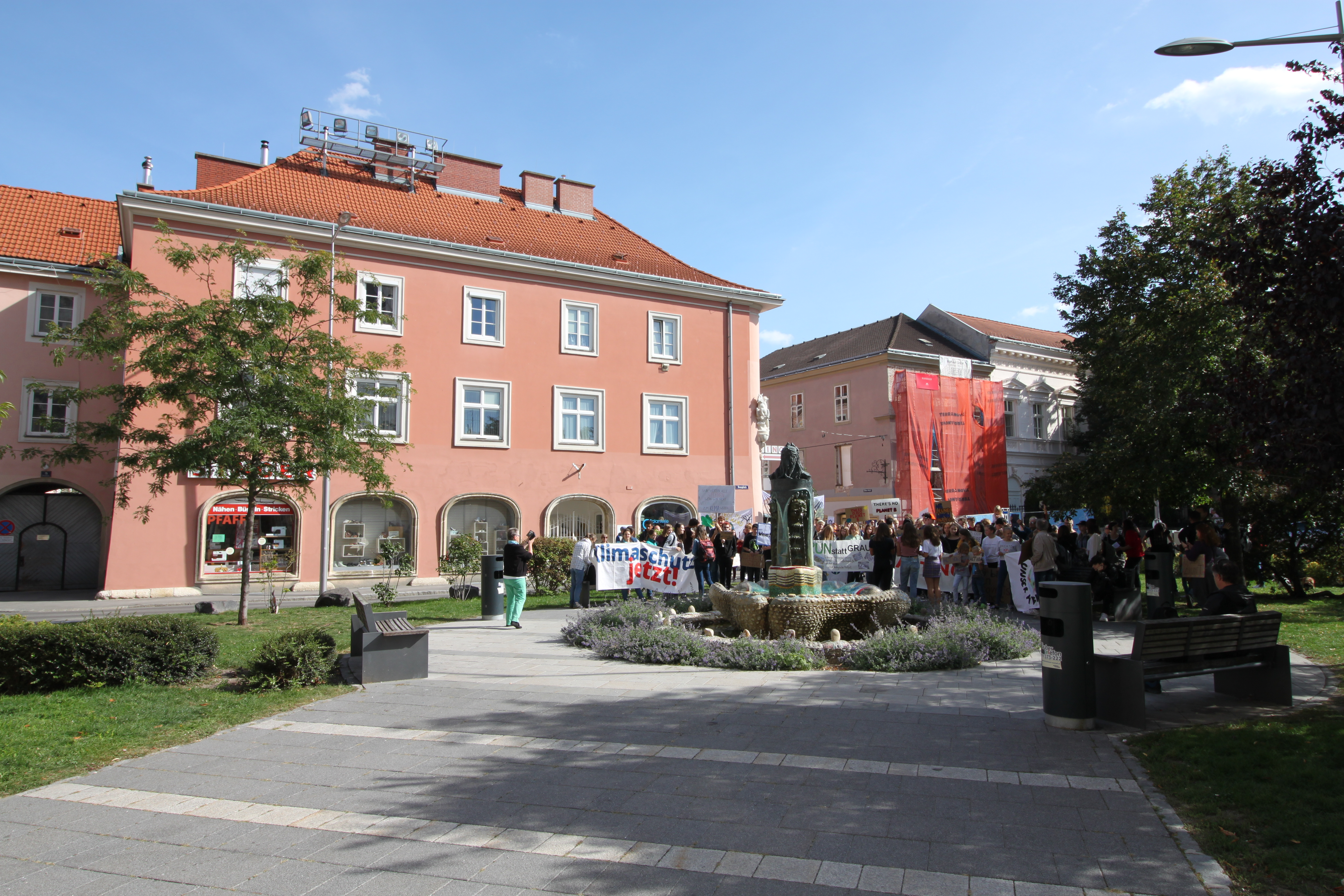
Südostecke mit Einmündung der Domgasse (Fridays for Future am 20. Sept. 2019)
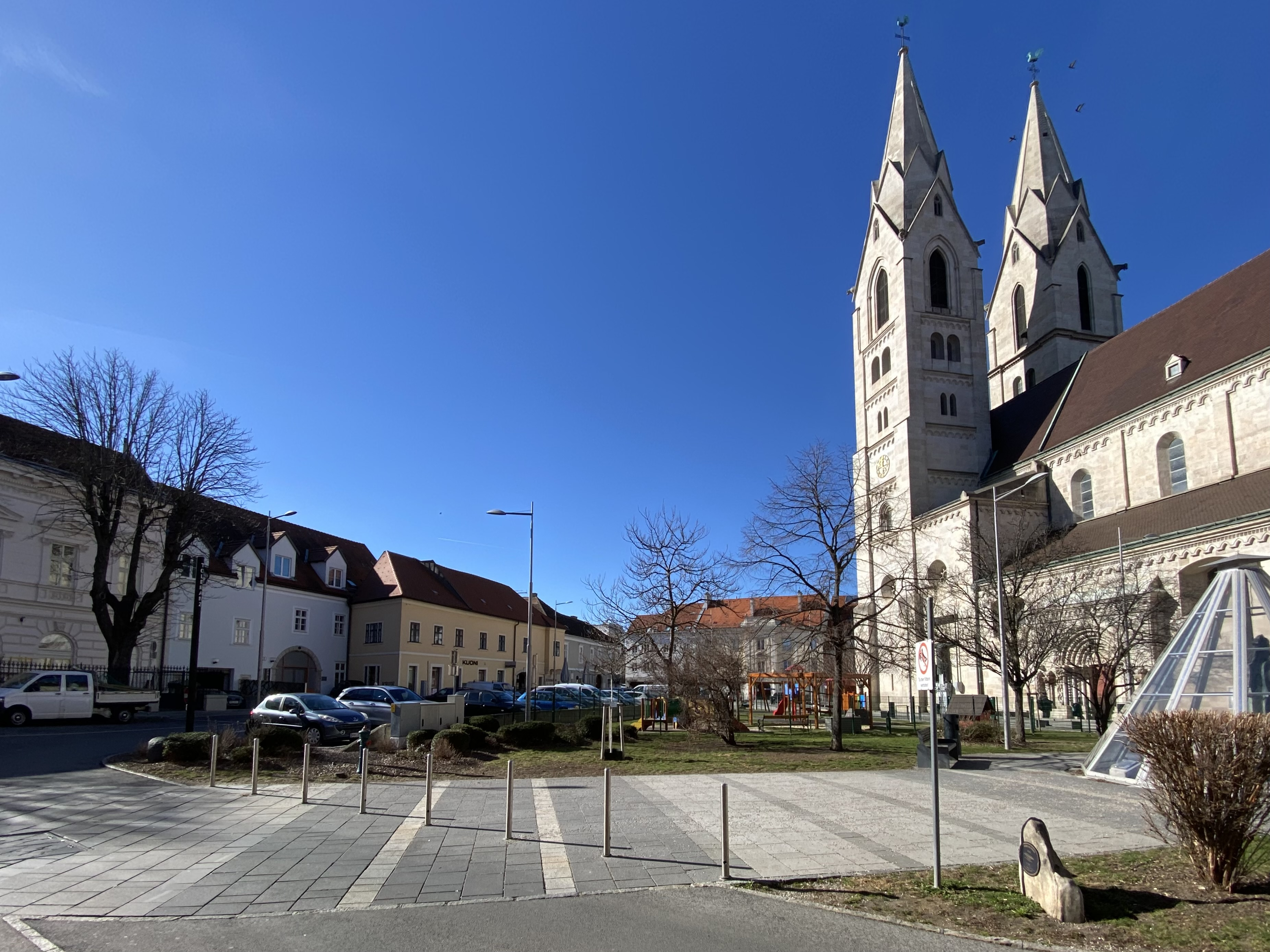
Südteil des Domplatzes
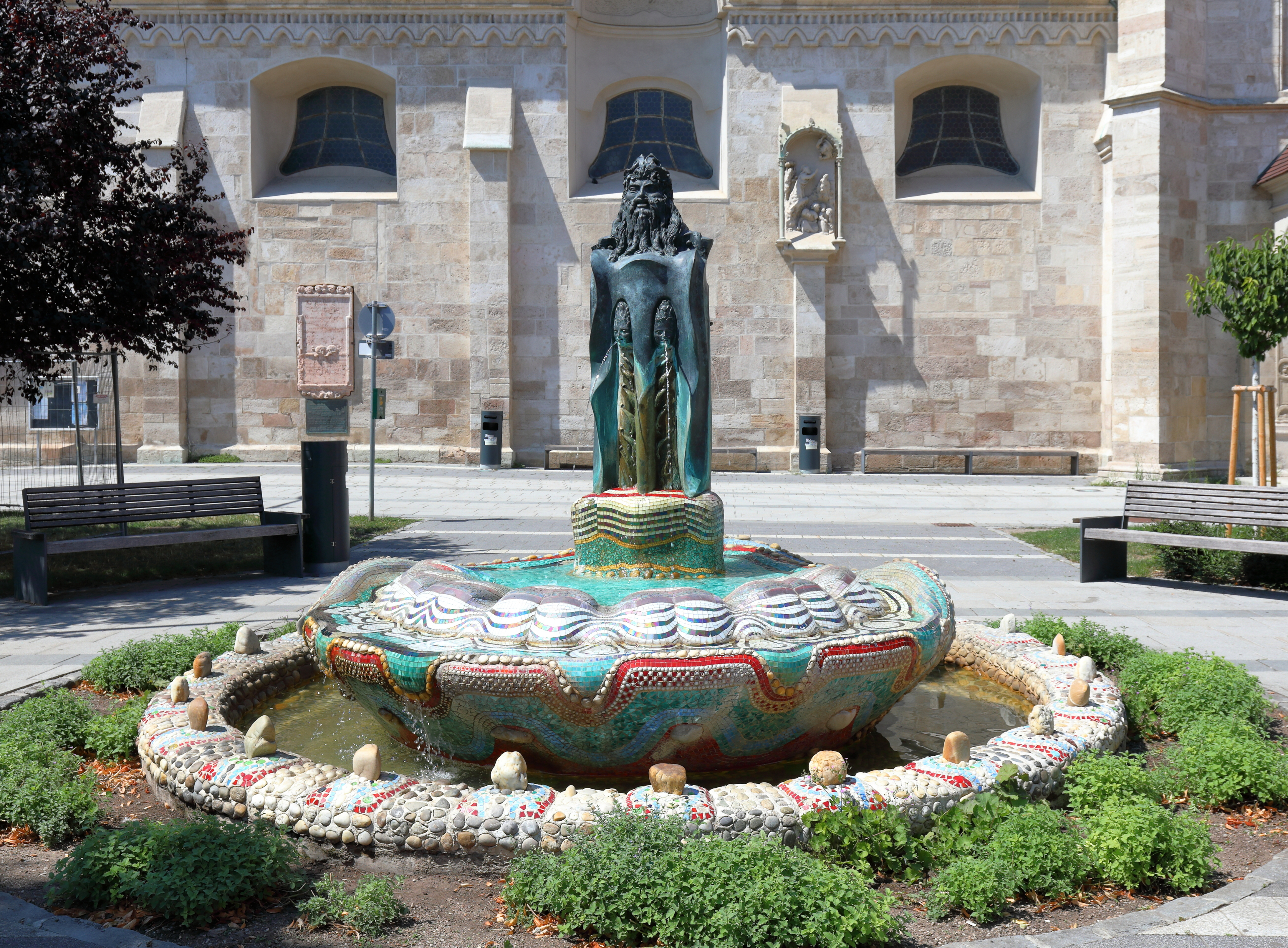
Mosesbrunnen
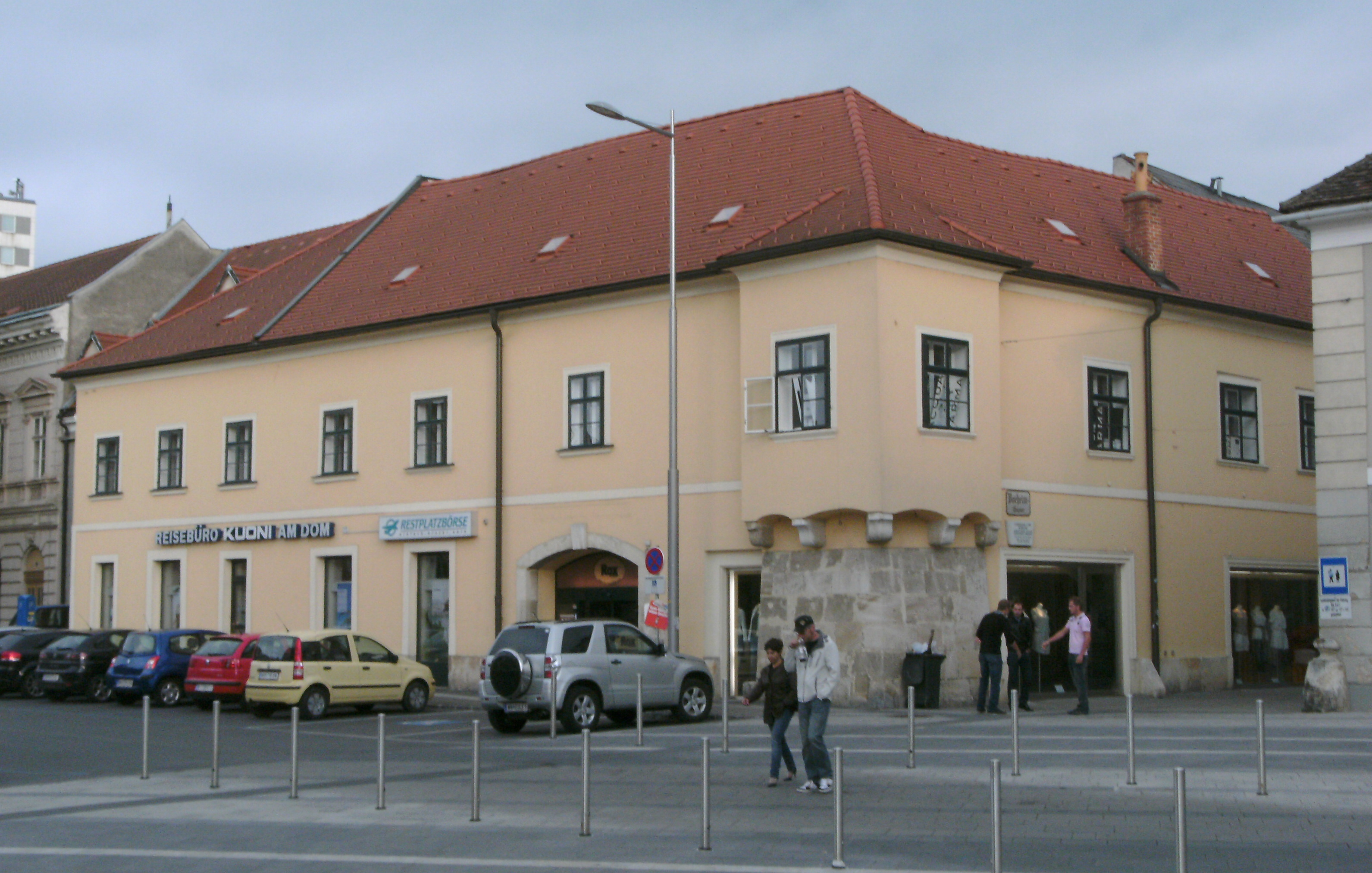
Ecke Böheimgasse (Nummer 12)
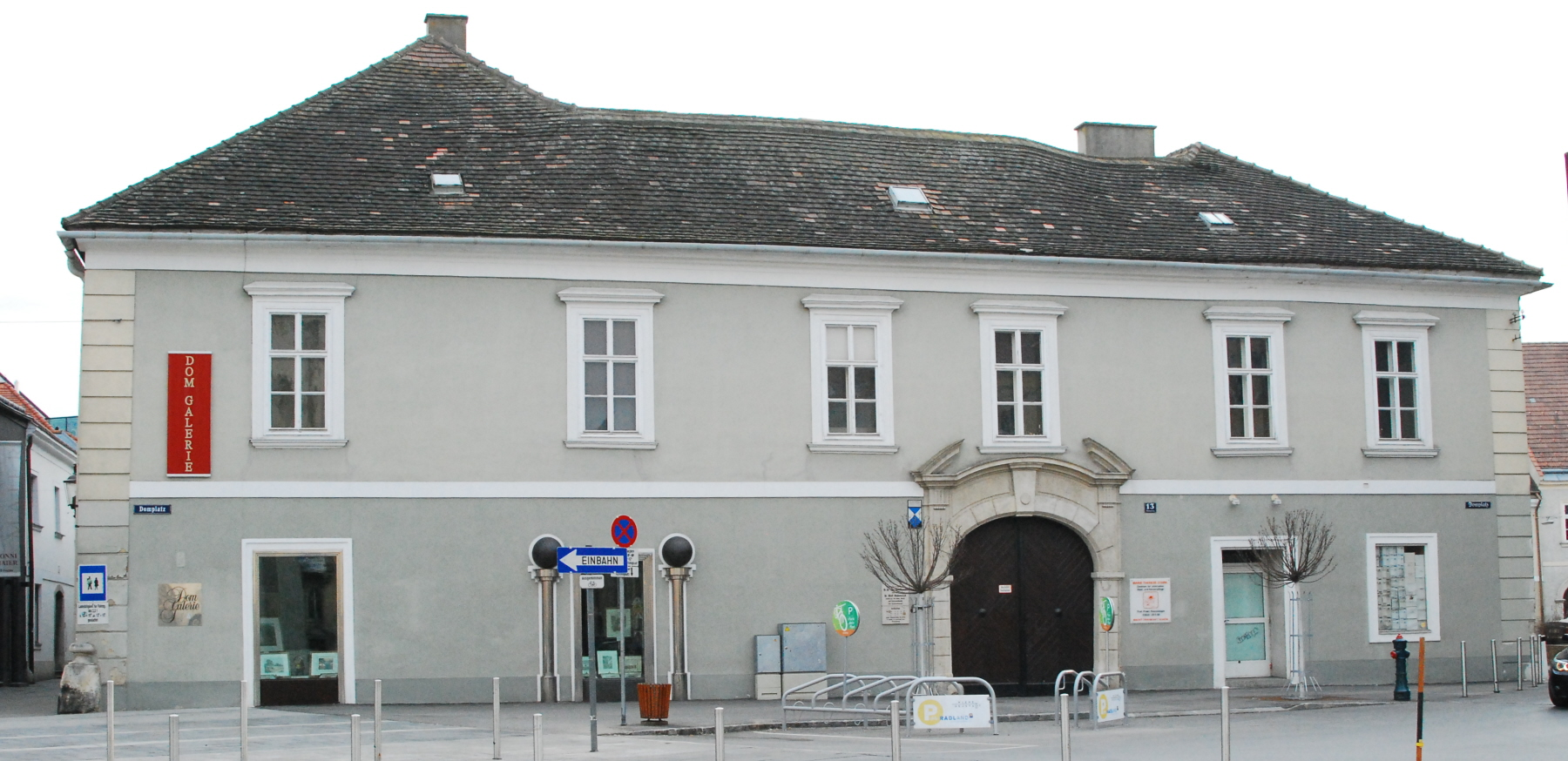
Nummer 13, zwischen Böheim- und Friedrichsgasse
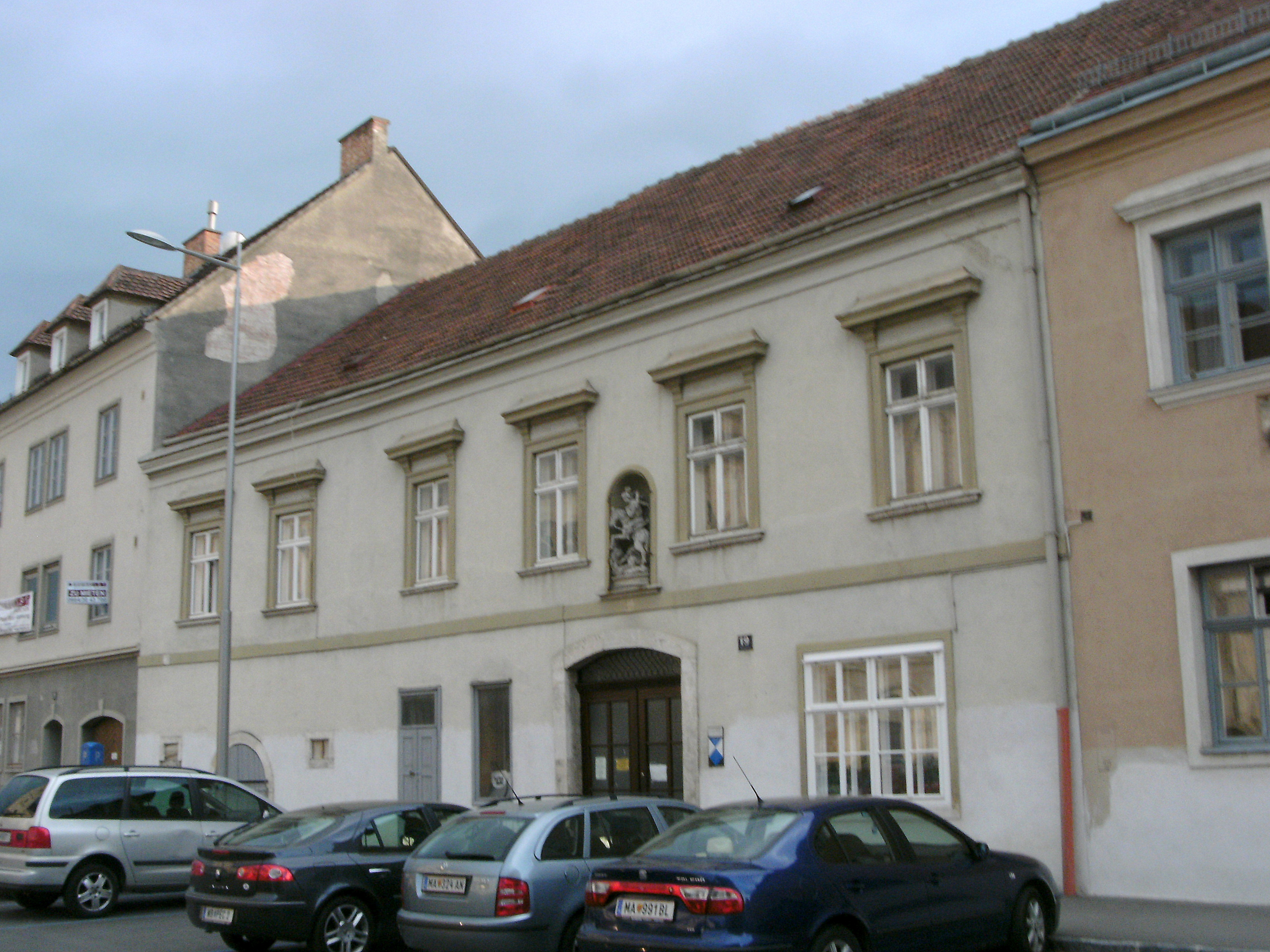
Benefiziatenhaus (Nummer 19)
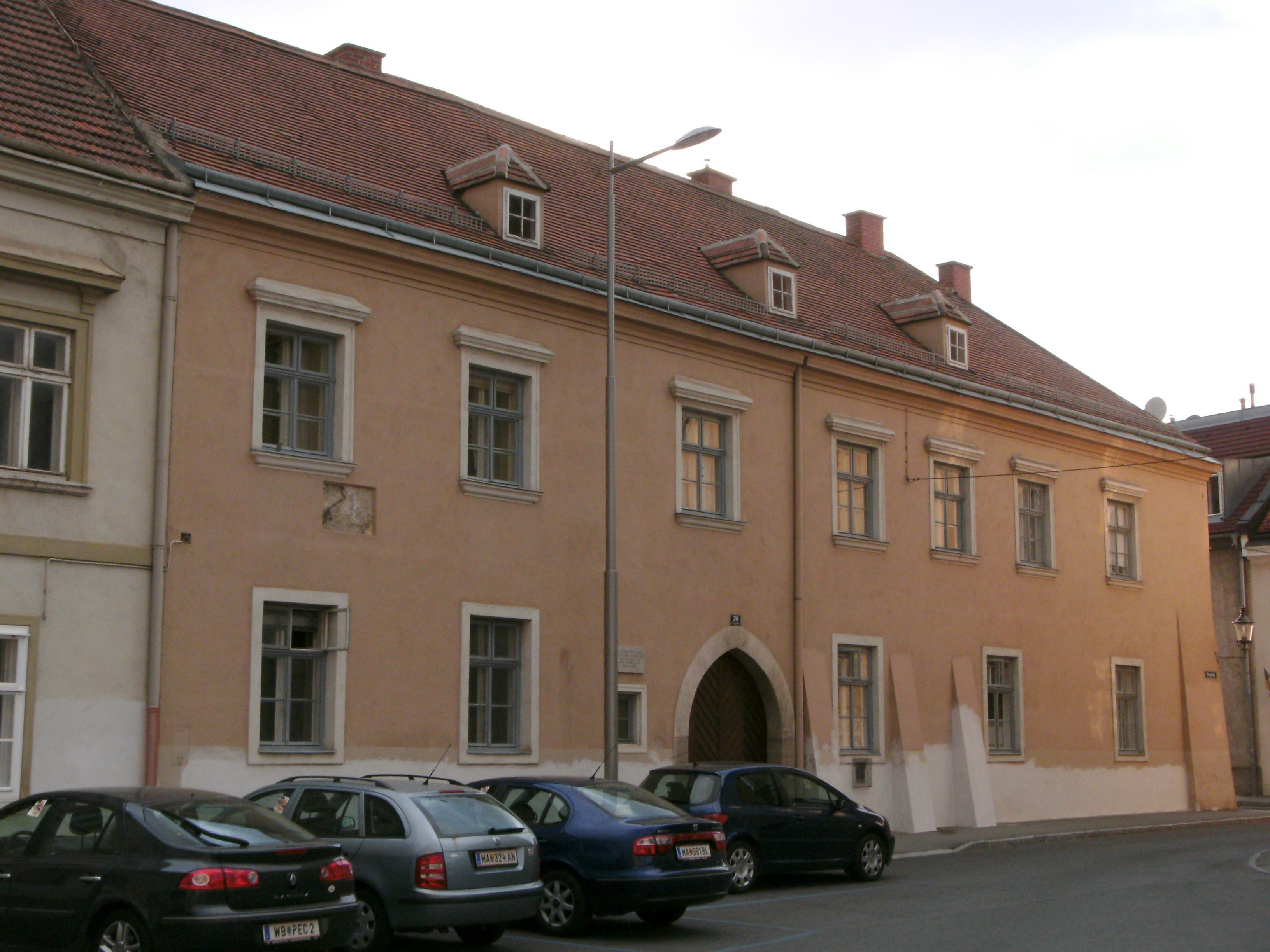
Benefiziatenhaus (Nummer 20)

### Lichtinstallation
Im Zuge einer Neugestaltung des Platzes wurde 2008 eine durch das Architektenbüro Steinkogler Aigner Architekten entworfene Lichtinstallation errichtet. Grob im Bereich der vier Ecken des Doms erheben sich dunkle mastartige Stelen, in deren oberem Bereich die Wörter „Gerechtigkeit“ (Nordwesten), „Mut“ (Nordosten), „Toleranz“ (Südosten) und „Treue“ (Südwesten) zu lesen sind. Die Schriftzüge sind mit weißem Milchglas unterlegt und werden bei Dunkelheit in wechselnden Farben von hinten erleuchtet.

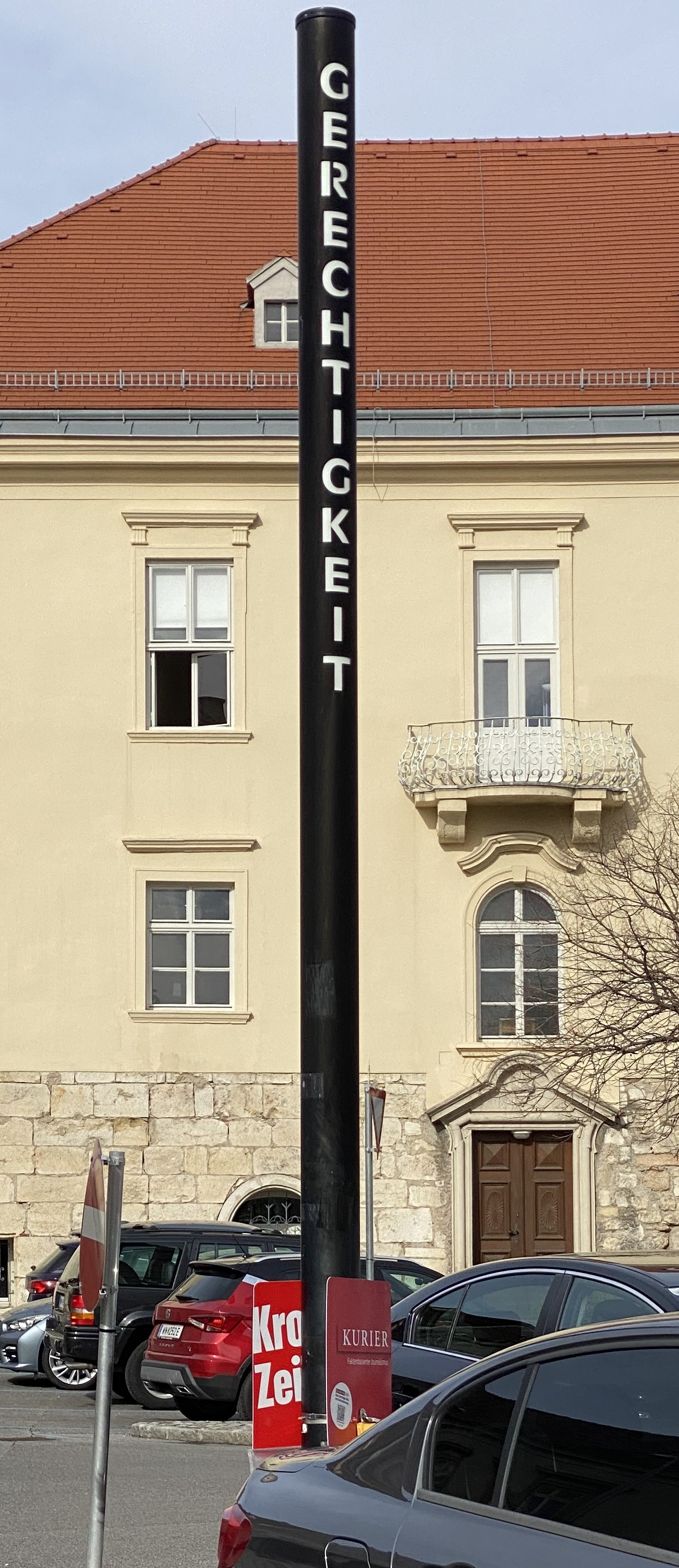
„Gerechtigkeit“
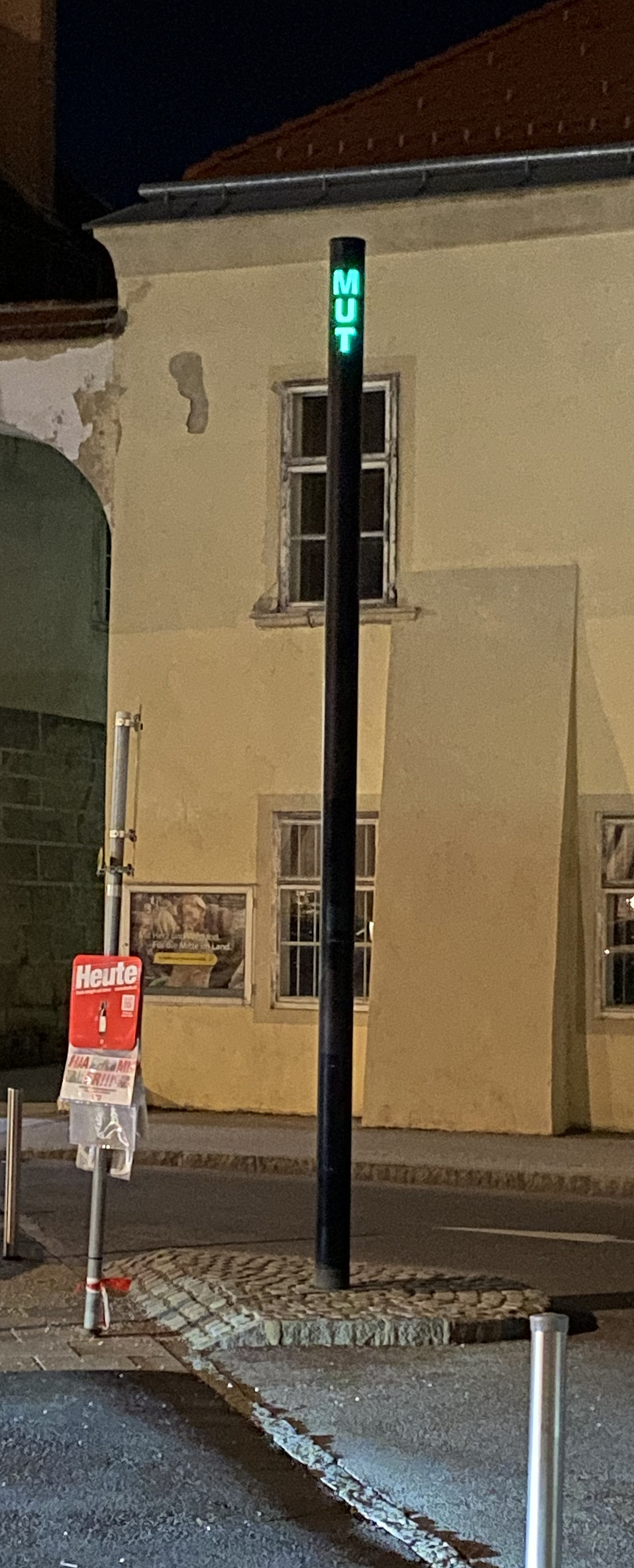
„Mut“
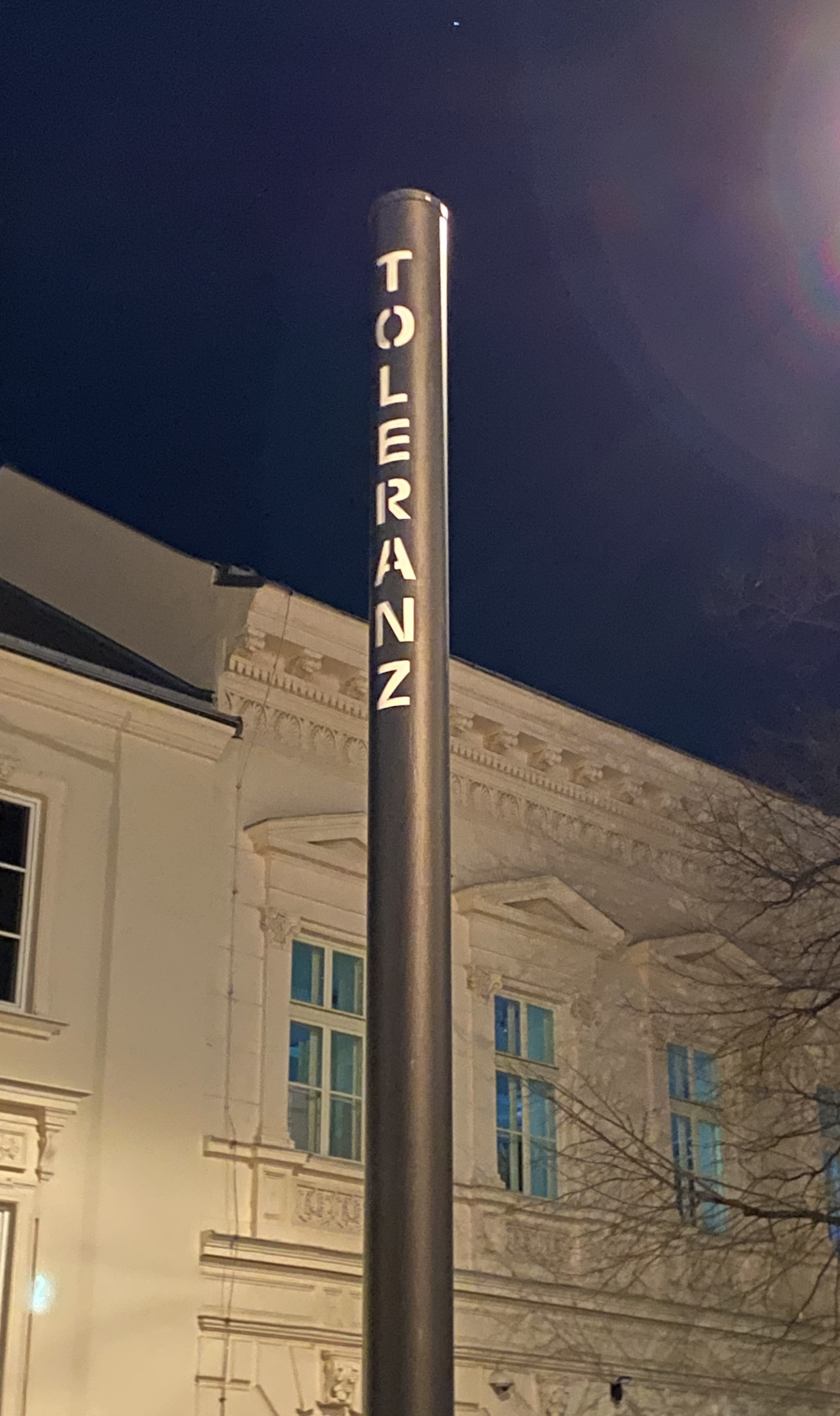
„Toleranz“
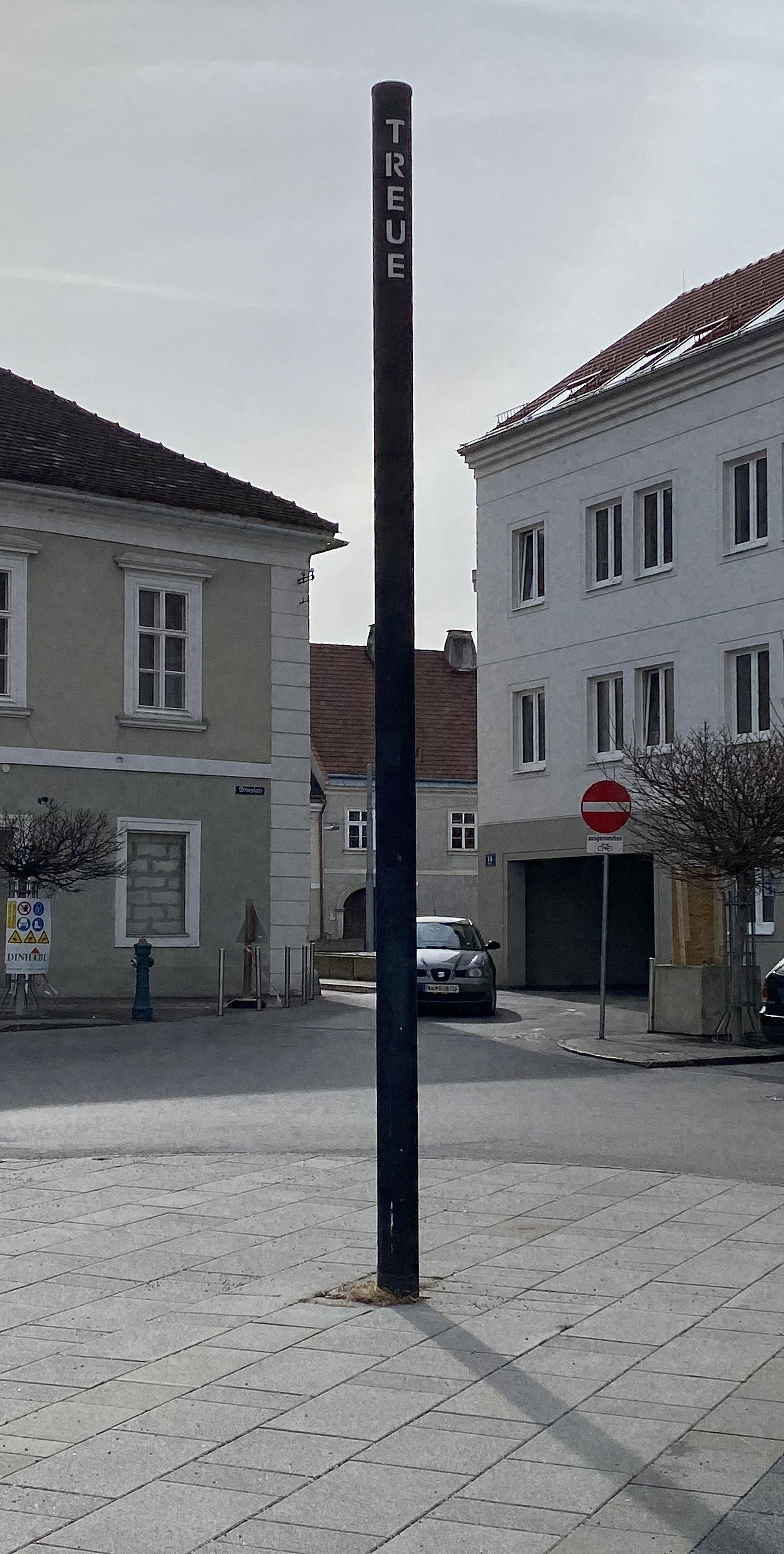
„Treue“

### Gestaltung, Verkehr
Die Oberfläche des Platzes ist großteils versiegelt und dient als Parkplatz nicht nur für Fahrzeuge der Kirchenbesucher, sondern allgemein der Besucher der Wiener Neustädter Innenstadt. An der Südseite des Doms wurde allerdings ein Park mit einem eingefriedeten Kinderspielplatz, Bäumen und Sitzgelegenheiten geschaffen; hier befindet sich auch der Mosesbrunnen. Hinzu kommt ein Vorgarten vor dem Haus Nummer 10. Die Nordseite ist hingegen bis auf einige Baumpflanzungen sowie eine Grünanlage vor der Propstei dem ruhenden Verkehr vorbehalten. Auf der Westseite vor dem Haupttor des Doms wurde ein weiter Vorplatz mit einigen Sitzbänken zu Lasten früher bestehender Abstellflächen angelegt.
Die Zufahrt zum Domplatz ist ausschließlich über die Friedrichsgasse (Südwestecke), die Abfahrt nur über die Frauengasse (Nordwestecke) möglich. Entlang Süd-, Ost- und Nordseite wird der Verkehr als Einbahn gegen den Uhrzeigersinn geführt (mit Ausnahmen für den Radverkehr), nur an der Westseite ist Gegenverkehr möglich. Domgasse und Augustingasse gehören zur Fußgängerzone Wiener Straße und dürfen nur mit Fahrrädern befahren werden.